# Masa (alimento)

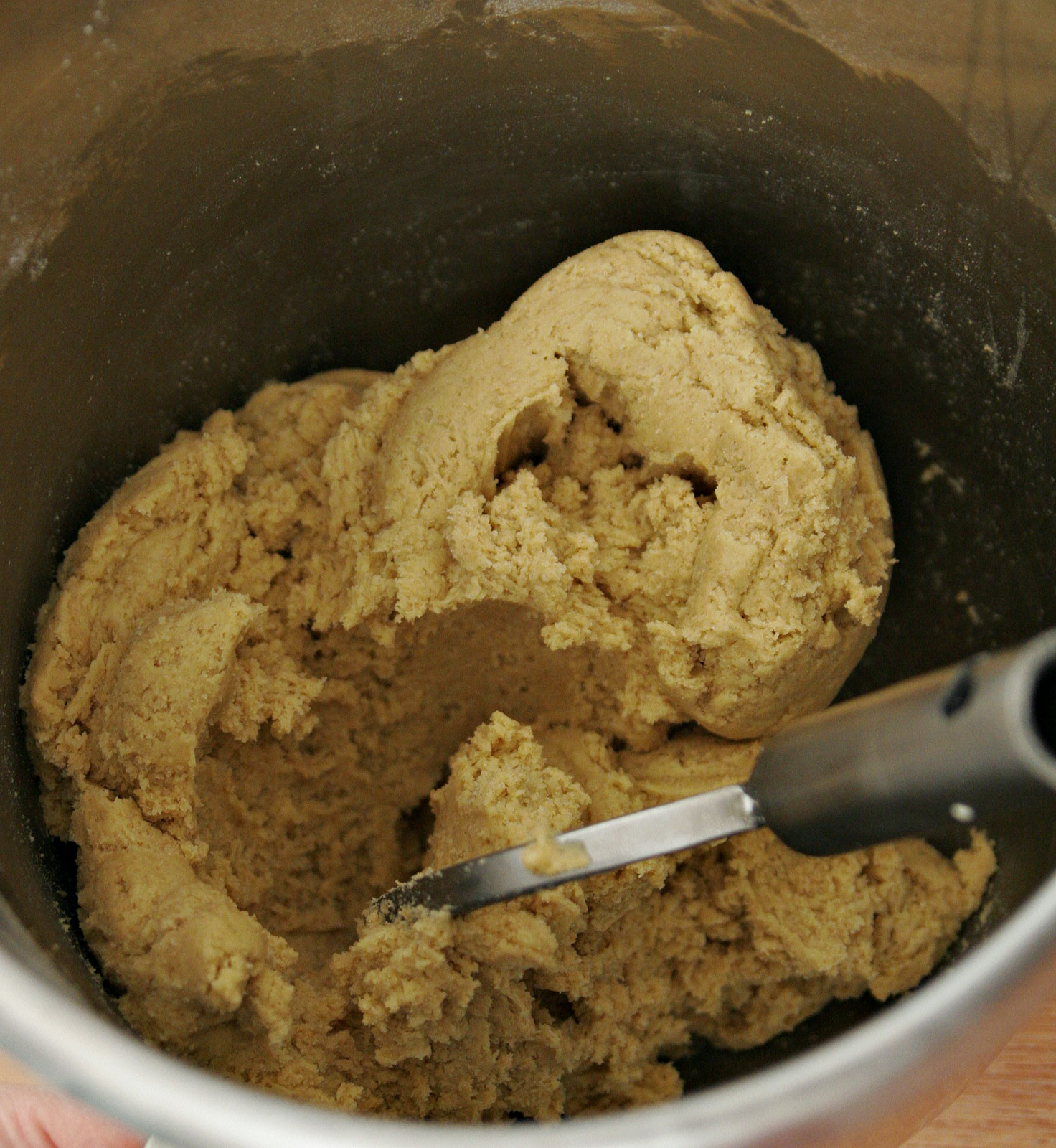
Masa.

Masa es el nombre común usado para diversas mezclas hechas de harina y un líquido (agua o leche) o algún tipo de grasa (aceite comestible, mantequilla o manteca). Es la base de la elaboración del pan, del bizcocho, de la tortilla americana, de las empanadas, de las galletas, de la bollería y de muchas tartas. Puede ser horneada, frita o cocida (en un comal o plancha, al vapor o en agua). Puede incluir levadura, pero hay variantes que no llevan, como por ejemplo las masas para panes ácimos, tortillas, pastas y dumplings. La harina más utilizada es la de trigo, seguida por la de maíz, avena, arroz, frijol y soya, incluso de papa, entre otras. Su uso está ampliamente difundido en todo el mundo, donde constituyó la base de la alimentación durante milenios. Harina amasada es denominada amasijo o amasadura.

## Técnicas de cocinado de la masa
Los distintos tipos de masa pueden clasificarse según la forma de cocinarla:

### Horneada
- Masa de pan
- masa quebrada
- masa de hojaldre
- Masa filo
- Masa para bizcochuelo o bizcocho
- Pasta choux para profiteroles y pepitos
- Masa de brioche, para brioche, panettone, pandoro y Gugelhupf

### Frita
- Las distintas masas para churros, buñuelos, rosquillas, empanadillas, empanadas o arepas fritas
- Masa filo para briks, böreks y repostería del Magreb y Medio Oriente

### Cocida a la plancha o en una sartén
- Masas sin levadura para pan ácimo, matzá, tortillas, arepas, roti y chapati
- Masa para crepes tortitas y filloas
- Masas de pan levado como el Muffin inglés

### Al vapor
- Masa para tamales
- Algunas masas para dumplings (aunque este tipo de masa también puede ser hervida o frita)

### Hervida
- Masa para pasta
- La mayoría de las masas empleadas para hacer dumplings
- Masa para hallaquitas o bollitos (Venezuela)